# 涂逢震
涂逢震（？—1759年），字惊百，号石溪，江西南昌縣涂石溪大银台村人。清朝政治人物。
雍正癸卯科举人，官内阁中书。乾隆四年（1739年）中式己未科一甲第二名进士（榜眼），授翰林院编修。历任工部左侍郎，左迁通政司副使。著有《涂石溪诗集》、《涂石溪文集》等。